# ۱۴۸۴ (میلادی)
۱۴۸۴ (میلادی) هزار و چهارصد و هشتاد و چهارمین سال تقویم میلادی است.

## رویدادها
- ادامه یافتن نبرد گرانادا

## زادگان
- ۱۲ آوریل – آنتونیو دا سانگالو یانگر، معمار ایتالیایی (د. ۱۵۴۶)
- ۲۳ آوریل – ژولیوس سزار اسکالیژر، پزشک و پژوهشگر ایتالیایی و پدر ژوزف ژوست اسکالیژر (د. ۱۵۵۸)
- ۱ ژانویه – اولریش تسوینگلی، مترجم و الهی‌دان سوئیسی (د. ۱۵۳۱)